# Pacific Station
Ne doit pas être confondu avec British Pacific Fleet.

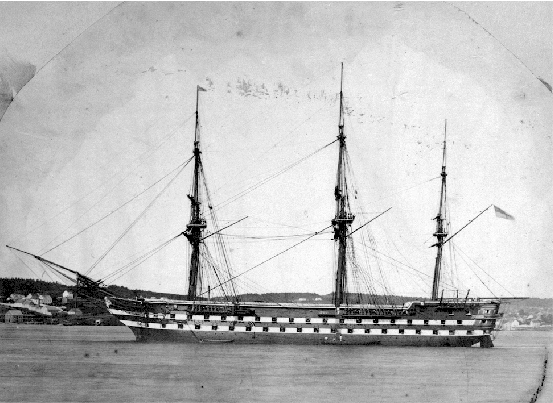
HMS Ganges au Victoria Harbour

La Pacific Station, parfois appelée Pacific Squadron et nommée avant 1837 South America Station (en), est une flotte et division géographique de la Royal Navy. Active de 1826 à 1905 dans l'océan Pacifique, elle est d'abord basée à Valparaiso au Chili puis à partir de 1862 à Esquimalt au Canada alors partie de l'Amérique du Nord britannique.
Son principal fait d'armes est la bataille de Petropavlovsk lors de la guerre de Crimée et son navire amiral le plus notable est le HMS President.